# إيفان كولمان
إيفان كولمان (بالإسبانية: Iván Colman)‏ هو لاعب كرة قدم أرجنتيني، ولد في 6 مايو 1995 في سان مارتن في الأرجنتين. لعب مع نادي أتليتيكو ألدوسيفي.

## وصلات خارجية
- إيفان كولمان على موقع قاعدة بيانات كرة القدم.إي يو (الإنجليزية)
- إيفان كولمان على موقع Soccerway.com (الإنجليزية)